# Deja que la vida te sorprenda +
Deja que la vida te sorprenda + es el segundo álbum de estudio del grupo mexicano de pop latino Sandoval. Fue lanzado al mercado por el sello discográfico Warner Music Latina el 26 de marzo de 2013.
El álbum se caracteriza por el estilo pop rock de Sandoval. Asimismo, el álbum se presenta después del éxito que tuvieron con su álbum anterior y su sencillo «A quien tú decidiste amar». Se destaca por ser el primer álbum en que Verónica De la Garza participa, ya que es quién reemplazó a Susy Ortiz dentro de la banda.
De este álbum, se desprenden algunos sencillos como: «La noche» y «Yo sabía» entre otros. Además, el sencillo «La noche» es una de las canciones que se utilizó para la banda sonora de la telenovela mexicana La mujer del Vendaval.

## Lista de canciones
| N.º | Título                                             | Duración |  |
| 1.  | «La noche»                                         | 3:49     |  |
| 2.  | «Deja que la vida te sorprenda»                    | 4:00     |  |
| 3.  | «Permíteme»                                        | 3:57     |  |
| 4.  | «¿Para qué?»                                       | 4:28     |  |
| 5.  | «Seas para mí»                                     | 4:02     |  |
| 6.  | «La vida es así»                                   | 4:06     |  |
| 7.  | «¿Qué nos sucedió?»                                | 3:32     |  |
| 8.  | «Hasta que la vida me alcance»                     | 3:41     |  |
| 9.  | «Quiero volver»                                    | 4:39     |  |
| 10. | «Ahora que te he encontrado»                       | 3:37     |  |
| 11. | «No trates otra vez»                               | 3:41     |  |
| 12. | «Te digo adiós»                                    | 3:31     |  |
| 13. | «Yo sabía»                                         | 4:45     |  |
| 14. | «La noche» (Versión acústica)                      | 3:43     |  |
| 15. | «Deja que la vida te sorprenda» (Versión acústica) | 3:40     |  |
| 16. | «¿Para qué?» (Versión acústica)                    | 4:27     |  |
| 17. | «Yo sabía» (Versión Demo)                          | 4:33     |  |